# Фінляндія на Чемпіонаті світу з водних видів спорту 2015
Фінляндія взяла участь у Чемпіонаті світу з водних видів спорту 2015, який пройшов у Казані (Росія) від 24 липня до 9 серпня.

## Стрибки у воду
Фінські спортсмени кваліфікувалися на змагання з індивідуальних та синхронних стрибків у воду.
Чоловіки
| Спортсмен     | Дисципліна        | Попередні змагання | Попередні змагання | Півфінали       | Півфінали       | Фінал           | Фінал           |
| Спортсмен     | Дисципліна        | Очки               | Місце              | Очки            | Місце           | Очки            | Місце           |
| ------------- | ----------------- | ------------------ | ------------------ | --------------- | --------------- | --------------- | --------------- |
| Йоні Каллункі | Трамплін, 1 метр  | 296.60             | 28                 | Н/Д             | Н/Д             | Завершив виступ | Завершив виступ |
| Йоні Каллункі | Трамплін, 3 метри | 391.20             | 28                 | Завершив виступ | Завершив виступ | Завершив виступ | Завершив виступ |

Жінки
| Спортсмен                    | Дисципліна                   | Попередні змагання | Попередні змагання | Півфінали | Півфінали | Фінал           | Фінал           |
| Спортсмен                    | Дисципліна                   | Очки               | Місце              | Очки      | Місце     | Очки            | Місце           |
| ---------------------------- | ---------------------------- | ------------------ | ------------------ | --------- | --------- | --------------- | --------------- |
| Тайна Карвонен               | Трамплін, 1 метр             | 227.30             | 23                 | Н/Д       | Н/Д       | Завершив виступ | Завершив виступ |
| Ііра Лаатунен                | Трамплін, 1 метр             | 229.65             | 20                 | Н/Д       | Н/Д       | Завершив виступ | Завершив виступ |
| Тайна Карвонен Ііра Лаатунен | Синхронний трамплін, 3 метри | 230.88             | 16                 | Н/Д       | Н/Д       | Завершив виступ | Завершив виступ |

## Плавання
Фінські плавці виконали кваліфікаційні нормативи в дисциплінах, які наведено в таблиці (не більш як 2 плавці на одну дисципліну за часом нормативу A, і не більш як 1 плавець на одну дисципліну за часом нормативу B): Плавці повинні були кваліфікуватися на Гран-прі Фінлінядії 2015 (для дисциплін у басейні), щоб підтвердити свої місця на чемпіонаті світу.
Серед дванадцяти плавців (чотирьох чоловіків і восьми жінок) були: чотиразова учасниця олімпійських ігор Ханна-Марія Сеппяля і бронзова медалістка Чемпіонату світу 2013 Матті Маттссон.
Чоловіки
| Спортсмен          | Дисципліна            | Попередній заплив | Попередній заплив | Півфінал        | Півфінал        | Фінал           | Фінал           |
| Спортсмен          | Дисципліна            | Час               | Місце             | Час             | Місце           | Час             | Місце           |
| ------------------ | --------------------- | ----------------- | ----------------- | --------------- | --------------- | --------------- | --------------- |
| Самі Аалтомаа      | 50 м брасом           | 27.99             | =23               | Завершив виступ | Завершив виступ | Завершив виступ | Завершив виступ |
| Матіас Коскі       | 200 м вільним стилем  | 1:51.00           | 47                | Завершив виступ | Завершив виступ | Завершив виступ | Завершив виступ |
| Матіас Коскі       | 400 м вільним стилем  | 3:52.86           | 40                | Н/Д             | Н/Д             | Завершив виступ | Завершив виступ |
| Матіас Коскі       | 800 м вільним стилем  | 8:07.28           | 31                | Н/Д             | Н/Д             | Завершив виступ | Завершив виступ |
| Матіас Коскі       | 1500 м вільним стилем | DNS               | DNS               | Н/Д             | Н/Д             | Завершив виступ | Завершив виступ |
| Арі-Пекка Люкконен | 50 м вільним стилем   | 22.54             | 22                | Завершив виступ | Завершив виступ | Завершив виступ | Завершив виступ |
| Арі-Пекка Люкконен | 100 м вільним стилем  | 50.64             | 48                | Завершив виступ | Завершив виступ | Завершив виступ | Завершив виступ |
| Матті Маттссон     | 100 м брасом          | 1:01.44           | 30                | Завершив виступ | Завершив виступ | Завершив виступ | Завершив виступ |
| Матті Маттссон     | 200 м брасом          | 2:09.89           | 6 Q               | 2:10.51         | 12              | Завершив виступ | Завершив виступ |

Жінки
| Спортсменка                                                          | Дисципліна                        | Попередній заплив | Попередній заплив | Півфінал         | Півфінал         | Фінал            | Фінал            |
| Спортсменка                                                          | Дисципліна                        | Час               | Місце             | Час              | Місце            | Час              | Місце            |
| -------------------------------------------------------------------- | --------------------------------- | ----------------- | ----------------- | ---------------- | ---------------- | ---------------- | ---------------- |
| Мімоза Джаллоу                                                       | 50 м на спині                     | DSQ               | DSQ               | Завершила виступ | Завершила виступ | Завершила виступ | Завершила виступ |
| Мімоза Джаллоу                                                       | 100 м на спині                    | 1:01.10           | 20                | Завершила виступ | Завершила виступ | Завершила виступ | Завершила виступ |
| Веера Ківірінта                                                      | 50 м брасом                       | 31.65             | =26               | Завершила виступ | Завершила виступ | Завершила виступ | Завершила виступ |
| Єнна Лаукканен                                                       | 50 м брасом                       | 30.79             | 8 Q               | 31.18            | 15               | Завершив виступ  | Завершив виступ  |
| Єнна Лаукканен                                                       | 100 м брасом                      | 1:07.58 NR        | 16 Q              | 1:07.60          | 14               | Завершила виступ | Завершила виступ |
| Єнна Лаукканен                                                       | 200 м брасом                      | 2:25.91 NR        | 16 Q              | 2:25.45 NR       | 15               | Завершила виступ | Завершила виступ |
| Тесса Нурмінен                                                       | 50 м вільним стилем               | 26.23             | 48                | Завершила виступ | Завершила виступ | Завершила виступ | Завершила виступ |
| Емілія Піккарайнен                                                   | 100 м батерфляєм                  | 1:00.16           | 34                | Завершила виступ | Завершила виступ | Завершила виступ | Завершила виступ |
| Ханна-Марія Сеппяля                                                  | 100 м вільним стилем              | 55.65             | 30                | Завершила виступ | Завершила виступ | Завершила виступ | Завершила виступ |
| Фанні Теййонсала                                                     | 50 м батерфляєм                   | 27.49             | 36                | Завершила виступ | Завершила виступ | Завершила виступ | Завершила виступ |
| Ханна-Марія Сеппяля Мімоза Джаллоу Рооса Мерт Фанні Теййонсала       | Естафета 4 × 100 м вільним стилем | DSQ               | DSQ               | Н/Д              | Н/Д              | Завершила виступ | Завершила виступ |
| Мімоза Джаллоу Єнна Лаукканен Емілія Піккарайнен Ханна-Марія Сеппяля | Естафета 4 × 100 м комплексом     | 4:02.30           | 13                | Н/Д              | Н/Д              | Завершила виступ | Завершила виступ |

Змішаний
| Спортсмени                                                         | Дисципліна                    | Попередній заплив | Попередній заплив | Фінал            | Фінал            |
| Спортсмени                                                         | Дисципліна                    | Час               | Місце             | Час              | Місце            |
| ------------------------------------------------------------------ | ----------------------------- | ----------------- | ----------------- | ---------------- | ---------------- |
| Мімоза Джаллоу Самі Аалтомаа Емілія Піккарайнен Арі-Пекка Люкконен | Естафета 4 × 100 м комплексом | 3:55.37           | 11                | Завершили виступ | Завершили виступ |